# Ostracoda
Lớp Giáp trai (Ostracoda) là một lớp động vật giáp xác gồm các loài được gọi là tôm hạt. Có khoảng 70.000 loài đã được tìm thấy, nhưng chỉ có 13.000 loài đã được công nhận. Chúng là những động vật rất nhỏ, thường có kích thước khoảng 1 mm (0,039 in), nhưng thay đổi từ 0,2 đến 30 mm (0,0079 đến 1,1811 in) trong trường hợp chúng thuộc chi Gigantocypris. Cơ thể của chúng phẳng từ bên này sang bên kia và được bảo vệ bởi vỏ. Bản lề của vỏ ở phần trên (lưng) của cơ thể. Ostracod là nhóm các sinh vật có cùng đặc điểm hình thái học tổng thể, tuy nhiên, hình thái học của chúng không đơn điệu.
Chúng có thể là một phần của động vật phù du hoặc là một phần của sinh vật đáy (phổ biến nhất), chúng thường sống trên hoặc bên trong tầng trên của đáy biển. Nhiều loài thuộc lớp ostracods, đặc biệt là Podocopida có thể sống trong môi trường nước ngọt. Và cũng có một số loài thuộc chi Mesocypris sống trên mặt đất ở những khu vực đất ẩm ướt trong các khu rừng của Nam Phi, Australia và New Zealand. Các loài thuộc lớp này có nhiều thức ăn khác nhau,, một số thì ăn thịt, mốt thì ăn thực vật, một số khác thì ăn đáy và ăn xác thối.
Tính đến năm 2008, khoảng 2000 loài và 200 chi của lớp ostracods sống trên cạn được tìm thấy. Tuy nhiên, một phần lớn các loài này vẫn chưa có mô tả.